# Yang Xu
Yang Xu (chin. upr. 杨旭; ur. 12 lutego 1987 w Dalian) – chiński piłkarz występujący na pozycji napastnika. Zawodnik klubu Shandong Luneng.

## Kariera klubowa
Yang zawodową karierę rozpoczynał w 2005 roku w zespole Liaoning Whowin z Chinese Super League. W tych rozgrywkach zadebiutował w sezonie 2005. Rozegrał wówczas 11 ligowych spotkań i zdobył 3 bramki, a w lidze zajął z zespołem 10. miejsce. W 2008 roku Liaoning FC zmienił nazwę na Liaoning Hunyong. W tym samym roku Yang spadł z nim do China League One. Po roku powrócił z zespołem jednak do Chinese Super League. W 2013 przeszedł do Shandong Luneng. W 2014 był z niego wypożyczony do Changchun Yatai.

## Kariera reprezentacyjna
W reprezentacji Chin Yang zadebiutował 9 września 2009 roku w zremisowanym 0:0 towarzyskim meczu z Senegalem. 17 stycznia 2010 roku w wygranym 1:0 pojedynku eliminacji Pucharu Azji 2011 z Wietnamem strzelił pierwszego gola w drużynie narodowej. W 2011 roku został powołany do kadry na ten Puchar Azji.